# Collegio di West Suffolk
West Suffolk è un collegio elettorale situato nel Suffolk, nell'Est dell'Inghilterra, e rappresentato alla Camera dei comuni del Parlamento del Regno Unito. Elegge un membro del parlamento con il sistema first-past-the-post, ossia maggioritario a turno unico; l'attuale parlamentare è Nick Timothy, eletto con il Partito Conservatore nel 2024.

## Estensione

West Suffolk dal 2010 al 2024

- 1997-2010: il distretto di Forest Heath e i ward del Borough di St Edmundsbury di Barningham, Barrow, Cangle, Castle, Chalkstone, Chevington, Clements, Honington, Horringer, Hundon, Ixworth, Kedington, Risby, St Mary’s and Helions, Stanton, Wickhambrook e Withersfield.
- 2010-2024: il distretto di Forest Heath e i ward del Borough di St Edmundsbury di Bardwell, Barningham, Barrow, Chedburgh, Haverhill East, Haverhill North, Haverhill South, Haverhill West, Hundon, Ixworth, Kedington, Risby, Stanton, Wickhambrook e Withersfield.
- dal 2024: i ward del distretto di West Suffolk di Barrow; Brandon Central; Brandon East; Brandon West; Chedburgh and Chevington; Clare, Hundon and Kedington; Exning; Haverhill Central; Haverhill East; Haverhill North; Haverhill South; Haverhill South East; Haverhill West; Horringer; Iceni; Kentford and Moulton; Lakenheath; Manor; Mildenhall Great Heath; Mildenhall Kingsway and Market; Mildenhall Queensway; Newmarket East; Newmarket North; Newmarket West; Risby; The Rows; Whepstead & Wickhambrook e Withersfield.[1]

Il collegio comprende la città di Newmarket, quartier generale mondiale dell'ippica, oltre alle città di Haverhill e Mildenhall; presenta un paesaggio agricolo, alternato da tratti di foreste e piccoli villaggi.

## Membri del parlamento
| Elezione | Elezione     | Deputato       | Partito      |
| -------- | ------------ | -------------- | ------------ |
|          | 1997         | Richard Spring | Conservatore |
| 2010     | Matt Hancock |                | Conservatore |
|          | Matt Hancock | 2022           | Indipendente |
|          | Matt Hancock | 2024           | Conservatore |
| 2024     | Nick Timothy |                | Conservatore |

## Elezioni

### Elezioni negli anni 2020
| Partito                    | Partito                                   | Candidato                  | Risultati 4 luglio 2024 | Risultati 4 luglio 2024 |
| Partito                    | Partito                                   | Candidato                  | Voti                    | %                       |
| -------------------------- | ----------------------------------------- | -------------------------- | ----------------------- | ----------------------- |
|                            | Conservatore                              | Nick Timothy               | 15 814                  | 34,26                   |
|                            | Laburista                                 | Rebecca Denness            | 12 567                  | 27,22                   |
|                            | Reform UK                                 | David Bull                 | 9 623                   | 20,85                   |
|                            | Lib Dem                                   | Henry Batchelor            | 4 284                   | 9,28                    |
|                            | Verdi                                     | Mark Ereira-Guyer          | 2 910                   | 6,30                    |
|                            | Indipendente                              | Katie Parker               | 485                     | 1,05                    |
|                            | Indipendente                              | Luke O'Brien               | 345                     | 0,75                    |
|                            | Social Democratico                        | Ivan Kinsman               | 133                     | 0,29                    |
|                            |                                           |                            |                         |                         |
| Iscritti                   | Iscritti                                  | Iscritti                   | 77 149                  | 100,00                  |
| ↳ Votanti (% su iscritti)  | ↳ Votanti (% su iscritti)                 | ↳ Votanti (% su iscritti)  | 46 331                  | 60,05                   |
| ↳ Astenuti (% su iscritti) | ↳ Astenuti (% su iscritti)                | ↳ Astenuti (% su iscritti) | 30 818                  | 39,95                   |
|                            |                                           |                            |                         |                         |
|                            | Esito: collegio confermato a Conservatore |                            |                         |                         |

### Elezioni negli anni 2010
| Partito                    | Partito                                   | Candidato                  | Risultati 12 dicembre 2019 | Risultati 12 dicembre 2019 |
| Partito                    | Partito                                   | Candidato                  | Voti                       | %                          |
| -------------------------- | ----------------------------------------- | -------------------------- | -------------------------- | -------------------------- |
|                            | Conservatore                              | Matthew Hancock            | 33 842                     | 65,79                      |
|                            | Laburista                                 | Claire Unwin               | 10 648                     | 20,70                      |
|                            | Lib Dem                                   | Elfreda Tealby-Watson      | 4 685                      | 9,11                       |
|                            | Verdi                                     | Donald Allwright           | 2 262                      | 4,40                       |
|                            |                                           |                            |                            |                            |
| Iscritti                   | Iscritti                                  | Iscritti                   | 80 192                     | 100,00                     |
| ↳ Votanti (% su iscritti)  | ↳ Votanti (% su iscritti)                 | ↳ Votanti (% su iscritti)  | 51 437                     | 64,14                      |
| ↳ Astenuti (% su iscritti) | ↳ Astenuti (% su iscritti)                | ↳ Astenuti (% su iscritti) | 28 755                     | 35,86                      |
|                            |                                           |                            |                            |                            |
|                            | Esito: collegio confermato a Conservatore |                            |                            |                            |

| Partito                    | Partito                                   | Candidato                  | Risultati 8 giugno 2017 | Risultati 8 giugno 2017 |
| Partito                    | Partito                                   | Candidato                  | Voti                    | %                       |
| -------------------------- | ----------------------------------------- | -------------------------- | ----------------------- | ----------------------- |
|                            | Conservatore                              | Matthew Hancock            | 31 649                  | 61,16                   |
|                            | Laburista                                 | Michael Jefferys           | 14 586                  | 28,19                   |
|                            | UKIP                                      | Julian Flood               | 2 396                   | 4,63                    |
|                            | Lib Dem                                   | Elfreda Tealby-Watson      | 2 180                   | 4,21                    |
|                            | Verdi                                     | Donald Allwright           | 935                     | 1,81                    |
|                            |                                           |                            |                         |                         |
| Iscritti                   | Iscritti                                  | Iscritti                   | 77 160                  | 100,00                  |
| ↳ Votanti (% su iscritti)  | ↳ Votanti (% su iscritti)                 | ↳ Votanti (% su iscritti)  | 51 852                  | 67,20                   |
| ↳ Astenuti (% su iscritti) | ↳ Astenuti (% su iscritti)                | ↳ Astenuti (% su iscritti) | 25 308                  | 32,80                   |
|                            |                                           |                            |                         |                         |
|                            | Esito: collegio confermato a Conservatore |                            |                         |                         |

| Partito                    | Partito                                   | Candidato                  | Risultati 7 maggio 2015 | Risultati 7 maggio 2015 |
| Partito                    | Partito                                   | Candidato                  | Voti                    | %                       |
| -------------------------- | ----------------------------------------- | -------------------------- | ----------------------- | ----------------------- |
|                            | Conservatore                              | Matthew Hancock            | 25 684                  | 52,17                   |
|                            | UKIP                                      | Julian Flood               | 10 700                  | 21,73                   |
|                            | Laburista                                 | Michael Jefferys           | 8 604                   | 17,48                   |
|                            | Lib Dem                                   | Elfreda Tealby-Watson      | 2 465                   | 5,01                    |
|                            | Verdi                                     | Niall Pettitt              | 1 779                   | 3,61                    |
|                            |                                           |                            |                         |                         |
| Iscritti                   | Iscritti                                  | Iscritti                   | 76 161                  | 100,00                  |
| ↳ Votanti (% su iscritti)  | ↳ Votanti (% su iscritti)                 | ↳ Votanti (% su iscritti)  | 49 429                  | 64,90                   |
| ↳ Astenuti (% su iscritti) | ↳ Astenuti (% su iscritti)                | ↳ Astenuti (% su iscritti) | 26 732                  | 35,10                   |
|                            |                                           |                            |                         |                         |
|                            | Esito: collegio confermato a Conservatore |                            |                         |                         |

| Partito                    | Partito                                   | Candidato                  | Risultati 6 maggio 2010 | Risultati 6 maggio 2010 |
| Partito                    | Partito                                   | Candidato                  | Voti                    | %                       |
| -------------------------- | ----------------------------------------- | -------------------------- | ----------------------- | ----------------------- |
|                            | Conservatore                              | Matthew Hancock            | 24 312                  | 50,56                   |
|                            | Lib Dem                                   | Belinda Brooks-Gordon      | 11 262                  | 23,42                   |
|                            | Laburista                                 | Ohid Ahmed                 | 7 089                   | 14,74                   |
|                            | UKIP                                      | Ian Smith                  | 3 085                   | 6,42                    |
|                            | BNP                                       | Ramon Johns                | 1 428                   | 2,97                    |
|                            | Indipendente                              | Andrew Appleby             | 540                     | 1,12                    |
|                            | Popoli Cristiani                          | Colin Young                | 373                     | 0,78                    |
|                            |                                           |                            |                         |                         |
| Iscritti                   | Iscritti                                  | Iscritti                   | 74 441                  | 100,00                  |
| ↳ Votanti (% su iscritti)  | ↳ Votanti (% su iscritti)                 | ↳ Votanti (% su iscritti)  | 48 089                  | 64,60                   |
| ↳ Astenuti (% su iscritti) | ↳ Astenuti (% su iscritti)                | ↳ Astenuti (% su iscritti) | 26 352                  | 35,40                   |
|                            |                                           |                            |                         |                         |
|                            | Esito: collegio confermato a Conservatore |                            |                         |                         |

### Elezioni negli anni 2000
| Partito                    | Partito                                   | Candidato                  | Risultati 5 maggio 2005 | Risultati 5 maggio 2005 |
| Partito                    | Partito                                   | Candidato                  | Voti                    | %                       |
| -------------------------- | ----------------------------------------- | -------------------------- | ----------------------- | ----------------------- |
|                            | Conservatore                              | Richard Spring             | 21 682                  | 49,05                   |
|                            | Laburista                                 | Michael Jeffreys           | 12 773                  | 28,89                   |
|                            | Lib Dem                                   | Adrian Graves              | 7 573                   | 17,13                   |
|                            | UKIP                                      | Ian Smith                  | 2 177                   | 4,92                    |
|                            |                                           |                            |                         |                         |
| Iscritti                   | Iscritti                                  | Iscritti                   | 72 825                  | 100,00                  |
| ↳ Votanti (% su iscritti)  | ↳ Votanti (% su iscritti)                 | ↳ Votanti (% su iscritti)  | 44 205                  | 60,70                   |
| ↳ Astenuti (% su iscritti) | ↳ Astenuti (% su iscritti)                | ↳ Astenuti (% su iscritti) | 28 620                  | 39,30                   |
|                            |                                           |                            |                         |                         |
|                            | Esito: collegio confermato a Conservatore |                            |                         |                         |

| Partito                    | Partito                                   | Candidato                  | Risultati 7 giugno 2001 | Risultati 7 giugno 2001 |
| Partito                    | Partito                                   | Candidato                  | Voti                    | %                       |
| -------------------------- | ----------------------------------------- | -------------------------- | ----------------------- | ----------------------- |
|                            | Conservatore                              | Richard Spring             | 20 201                  | 47,59                   |
|                            | Laburista                                 | Michael Jeffreys           | 15 906                  | 37,47                   |
|                            | Lib Dem                                   | Robin Martlew              | 5 017                   | 11,82                   |
|                            | UKIP                                      | Will Burrows               | 1 321                   | 3,11                    |
|                            |                                           |                            |                         |                         |
| Iscritti                   | Iscritti                                  | Iscritti                   | 70 157                  | 100,00                  |
| ↳ Votanti (% su iscritti)  | ↳ Votanti (% su iscritti)                 | ↳ Votanti (% su iscritti)  | 42 445                  | 60,50                   |
| ↳ Astenuti (% su iscritti) | ↳ Astenuti (% su iscritti)                | ↳ Astenuti (% su iscritti) | 27 712                  | 39,50                   |
|                            |                                           |                            |                         |                         |
|                            | Esito: collegio confermato a Conservatore |                            |                         |                         |

## Risultati dei referendum

### Referendum sulla permanenza del Regno Unito nell'Unione europea del 2016
|             | Collegio     | Lasciare UE % | Rimanere in UE % |
| ----------- | ------------ | ------------- | ---------------- |
|             | West Suffolk | 63,2%         | 36,8%            |
| Inghilterra | 53,3%        | 46,7%         |                  |
| Regno Unito | 51,9%        | 48,1%         |                  |